# Christian Adrian Michel

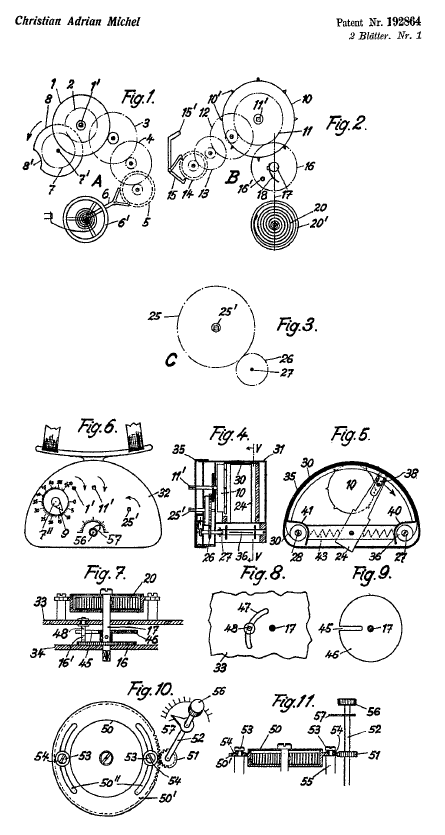
Nákres patentu se značkou Adriana Michela

Christian Adrian Michel (1912–1980) byl švýcarský hodinář, který se zajímal o techniku fotografie, především o holubí fotografii. Zdokonaloval fotoaparáty, které vymyslel německý lékárník Julius Neubronner. Christian Adrian Michel pocházel z Walde im Aargau ve Schmiedruedu.

## Život a dílo
Ve třicátých letech upravil Neubronnerův model dvojité sportovní panoramatické kamery pro 16mm film a dále ji vylepšil mechanismy, které zajišťovaly počáteční prodlevu, prodlevu mezi jednotlivými snímky, posun filmu a hmotnostní limit fotoaparátu 75 gramů zůstal přitom zachován. Michel si nechal v roce 1937 svůj fotoaparát patentovat, ale jeho plán nabídnout je švýcarské armádě selhal, protože nesehnal výrobce pro sériovou výrobu. Obecně lze konstatovat, že neexistuje více než asi sto fotografických kamer tohoto typu. Po vypuknutí druhé světové války, patentoval Michel kazetu pro přepravu malých předmětů, jako jsou například filmové svitky pro poštovní holuby. V muzeu ve Vevey je také fotografie psa s pěti malými přepravními koši na holuby. Od roku 2002 do roku 2007 byly v aukční síni Christie's v Londýně vydraženy tři Michelovy holubí fotoaparáty.
Švýcarské muzeum fotoaparátů vlastní přibližně 1000 snímků, které vznikly během vývoje Michelových fotoaparátů pro účely testování. V katalogu k výstavě Des pigeons photographes? z roku 2007 byly rozděleny na testovací vzorky ze země nebo z okna, z lidského pohledu ze země nebo z vyvýšeného místa, letecké snímky z letadla, letecké snímky z poměrně velké výšky (pravděpodobně z letadla, ze kterého byli vypouštění poštovní holubi) a malý počet klasických holubích fotografií.